# 1868-as spanyol forradalom
A dicső forradalom (spanyolul: La Gloriosa vagy Sexenio Democrático) 1868-ban zajlott Spanyolországban, és eredményeképpen megfosztották trónjától II. Izabella királynőt. A forradalom vezetői végül egy herceget is szereztek, Savoyai Amadét, akiből spanyol király lett. Uralma két évig tartott, és az első spanyol köztársaság váltotta fel. Az szintén két évig létezett, míg a vezetők 1875-ben kikiáltották Izabella fiát, XII. Alfonzt királlyá, megvalósítva ezzel a Bourbon-ház restaurálását. 

## Háttér
Egy 1866-os lázadás, amit Juan Prim vezetett és a testőrök lázadása a San Gil laktanyában, Madridban, mind egy-egy jelzés volt a spanyol liberálisoknak és republikánusoknak, hogy komoly nyugtalanság van a társadalomban, amit ki lehetne használni, ha megfelelően irányítanának. A liberális és republikánus száműzöttek egyezségeket kötöttek Ostendben (ma Belgium) 1866-ban és Brüsszelben 1867-ben. Ezek az egyezmények fektették le egy nagy forradalom kereteit, ebben az esetben nem csak hogy leváltsák a miniszterelnököt egy liberálissal, hanem hogy megbuktassák II. Izabellát, akinek személyében látták Spanyolország problémáinak forrását.
A királynő folyamatos ingadozása a liberális és konzervatív csoportok közt 1868-ig, felháborította a mérsékelteket, a haladókat és a Liberális Unió tagjait. Uralma elleni ellenállás fejlődött mozgalommá és átlépte a pártok határait. Leopoldo O'Donnell 1867-es halála a Liberális Uniót arra késztette, hogy felbomoljon. Sok támogatója, akik eredetileg átlépve a párthatárokat megalakították a pártot, csatlakoztak a dagadó mozgalomhoz Izabella hatalmának megdöntésére egy hatékonyabb rendszer érdekében. 

## A forradalom
1868 szeptemberében Juan Bautista Topete  admirális tengerészei fellázadtak Cádizban. Ez ugyanazon város, ahol fél évszázaddal azelőtt Rafael del Riego indított puccsot Izabella apja ellen. 
Amikor Prim és Francisco Serrano tábornokok megbuktatták a kormányt, a hadsereg java része átállt a forradalmi tábornokok oldalára, mikor azok megérkeztek Spanyolországba. A királynő egy röpke erőfitogtatást mutatott be az Alcoleai csatában, ahol a lojális tábornokok Manuel Pavia vezetése alatt vereséget szenvedtek Serrano tábornok csapataitól.
1868-ban Izabella királynő Franciaországba menekült és visszavonult a spanyol politika eseményei elől Párizsba. Ott élt száműzetésben haláláig 1904-ben.
A forradalmi szellem éppen megfosztotta trónjától a spanyol kormányt, azonban hiányzott az irányzat. A liberálisoknak, mérsékelteknek és republikánusoknak szembe kellett nézni a hatalmas feladattal, egy olyan kormányt alakítani, amely jobban szolgálja érdekeiket, mint Izabella tette. Baldomero Espertero önkényuralmával szemben a kormányzás ellenőrzése Francisco Serrano kezébe került, aki kitervezte ezt a forradalmat. A cortes eleinte elutasította a köztársaság eszméjét, ezért Serranot nevezték ki helytartónak, míg elkezdtek megfelelő uralkodót keresni. 1869-ben a Cortes kihirdetett egy liberális alkotmányt, az első hasonló alkotmányt Spanyolországban 1812 óta.
A megfelelő király megtalálása gondokat okozott a Cortesnek. A republikánusok többsége elfogadhatónak talált volna egy királyt, aki tehetséges lett volna és ragaszkodott volna az alkotmányhoz. Prim, egy örökös lázadó Izabella rendszere ellen, lett a régens 1869-ben. A koros Espartero felmerült, mint egy lehetőség, akinek még mindig jelentős befolyása volt a haladók között. Annak ellenére, hogy visszautasította a királyi címet, mégis 8 szavazatot kapott a végső szavazáson. Számosan Izabella kiskorú fiát, Alfonzt javasolták, de sokan úgy gondolták, hogy anyja befolyása alá kerülhetett volna és örökölhette volna hibáit. A Szász-Coburg-házból származó Ferdinánd, a szomszédos Portugália hajdani régense, szintén szóba került. A politikusok attól féltek, hogy Hohenzollern-Sigmaringen Lipót herceg jelölése porosz–francia háborúhoz vezetne.
1870 augusztusában a választás egy olasz hercegre, Savoyai Amadére esett. Ő II. Viktor Emánuel olasz király fiatalabb fia volt, akinek személye kevesebb politikai komplikációt jelentett, mint a német, vagy francia trónigénylő és liberális támogatással is bírt. Őt választották tehát meg I. Amadé néven spanyol királynak 1870. november 3-án.
November 27-én szállt partra Cartagenában, ugyanazon a napon, amikor meggyilkolták Juan Primet, mikor elhagyta a Cortes épületét. Amadeo megesküdött a tábornok sírja felett, hogy betartja a spanyol alkotmányt. Két évig uralkodott, mígnem a pártok meg nem alakították az első spanyol köztársaságot. Az is csak két évig létezett. Semmilyen politikai erő nem akarta visszaállítani II. Izabella királynő hatalmát, ehelyett a Cortes 1875-ben kikiáltotta Izabella fiát, XII. Alfonzt királynak.

## Fordítás
Ez a szócikk részben vagy egészben  a   Glorious Revolution (Spain) című angol Wikipédia-szócikk ezen változatának fordításán alapul.  Az eredeti cikk szerkesztőit annak laptörténete sorolja fel. Ez a jelzés csupán a megfogalmazás eredetét és a szerzői jogokat jelzi, nem szolgál a cikkben szereplő információk forrásmegjelöléseként.